# Kỷ lục chuyển nhượng cầu thủ bóng đá
Dưới đây là danh sách kỉ lục chuyển nhượng cầu thủ bóng đá trên thế giới qua mọi thời đại. 
| Năm  | Họ tên            | Câu lạc bộ đi          | Câu lạc bộ đến      | Phí chuyển nhượng (bảng Anh) |
| ---- | ----------------- | ---------------------- | ------------------- | ---------------------------- |
| 1905 | Alf Common        | Sunderland             | Middlesbrough       | 1.000                        |
| 1929 | David Jack        | Bolton Wanderers       | Arsenal             | 10.890                       |
| 1932 | Bernabé Ferreyra  | Tigre BA               | River Plate         | 23.000                       |
| 1952 | Hans Jeppson      | tự do                  | SSC Napoli          | 52.000                       |
| 1954 | Juan Schiaffino   | Penarol                | A.C. Milan          | 72.000                       |
| 1957 | Omar Sivori       | River Plate            | Juventus            | 93.000                       |
| 1961 | Luis Suárez       | Barcelona              | Inter Milan         | 152.000                      |
| 1963 | Angelo Sormani    | Mantova                | Roma                | 250.000                      |
| 1968 | Pietro Anastasi   | Varese                 | Juventus            | 500.000                      |
| 1973 | Johan Cruyff      | Ajax                   | Barcelona           | 922.000                      |
| 1975 | Giuseppe Savoldi  | Bologna                | SSC Napoli          | 1.200.000                    |
| 1978 | Paolo Rossi       | Juventus               | Vicenza             | 1.750.000                    |
| 1982 | Diego Maradona    | Boca Juniors           | Barcelona           | 3.000.000                    |
| 1984 | Diego Maradona    | FC Barcelona           | SSC Napoli          | 5.000.000                    |
| 1987 | Ruud Gullit       | PSV Eindhoven          | A.C. Milan          | 6.000.000                    |
| 1990 | Roberto Baggio    | Fiorentina             | Juventus            | 8.000.000                    |
| 1992 | Jean-Pierre Papin | Olympique de Marseille | A.C. Milan          | 10.000.000                   |
| 1992 | Gianluca Vialli   | Sampdoria              | Juventus            | 12.000.000                   |
| 1992 | Gianluigi Lentini | Torino                 | A.C. Milan          | 13.000.000                   |
| 1996 | Alan Shearer      | Blackburn Rovers       | Newcastle United    | 15.000.000                   |
| 1997 | Ronaldo           | Barcelona              | Inter Milan         | 19.500.000                   |
| 1998 | Denílson          | Sao Paulo              | Real Betis          | 23.000.000                   |
| 1999 | Christian Vieri   | Lazio                  | Inter Milan         | 31.000.000                   |
| 2000 | Hernan Crespo     | Parma                  | Lazio               | 36.000.000                   |
| 2000 | Luís Figo         | Barcelona              | Real Madrid         | 37.000.000                   |
| 2001 | Zinedine Zidane   | Juventus               | Real Madrid         | 46.000.000                   |
| 2009 | Cristiano Ronaldo | Manchester United      | Real Madrid         | 80.000.000                   |
| 2013 | Gareth Bale       | Tottenham Hotspur      | Real Madrid         | 86.000.000                   |
| 2016 | Paul Pogba        | Juventus               | Manchester United   | 89.000.000                   |
| 2017 | Neymar            | Barcelona              | Paris Saint-Germain | 198.000.000                  |

## Hình ảnh

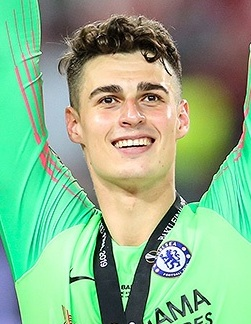
Kepa Arrizabalaga, thủ môn đắt giá nhất thế giới.
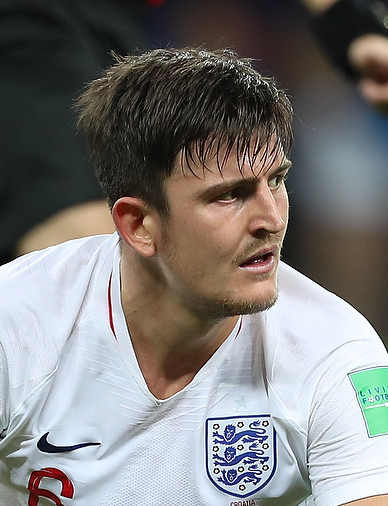
Harry Maguire, hậu vệ đắt giá nhất thế giới.
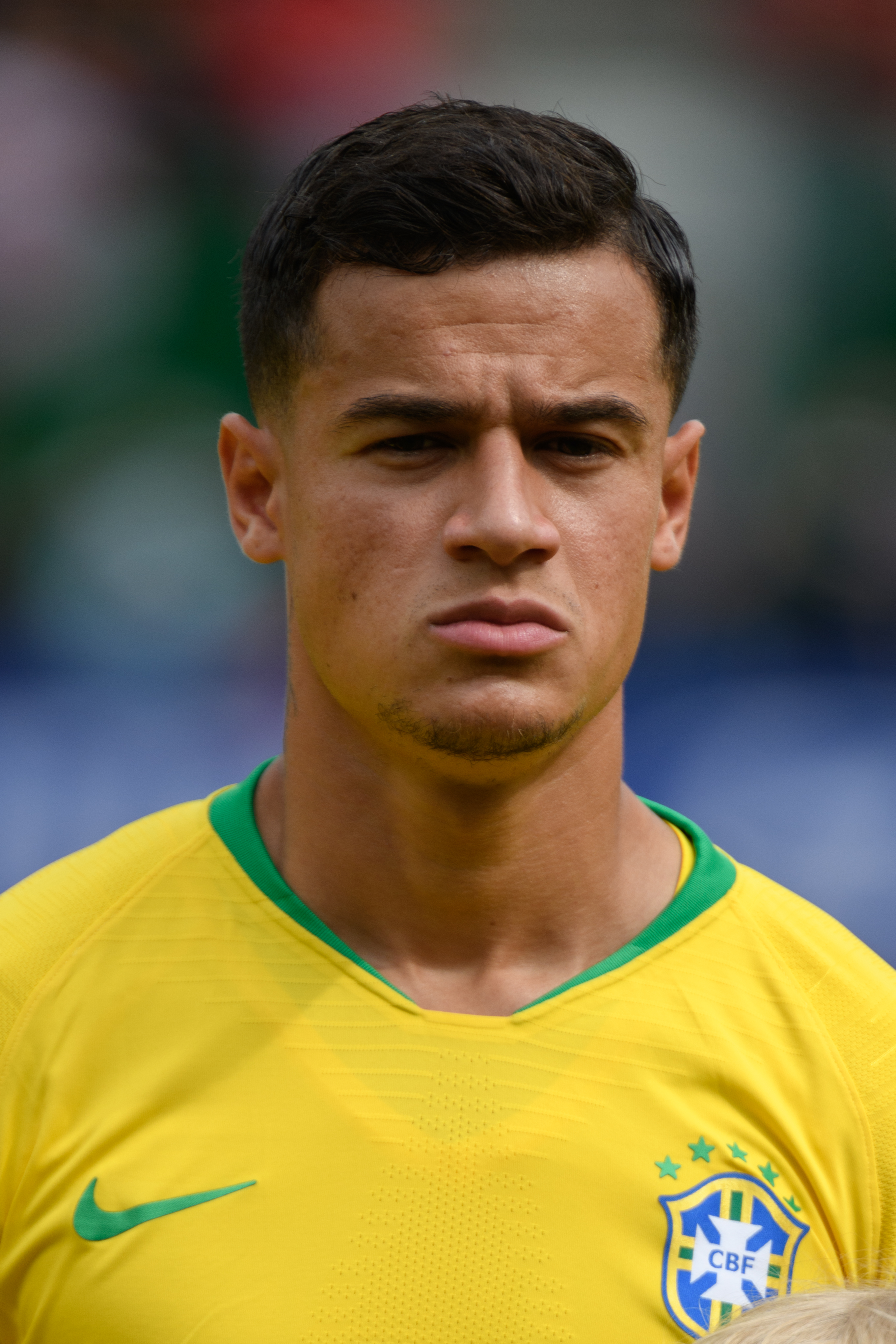
Philippe Coutinho, tiền vệ đắt giá nhất thế giới
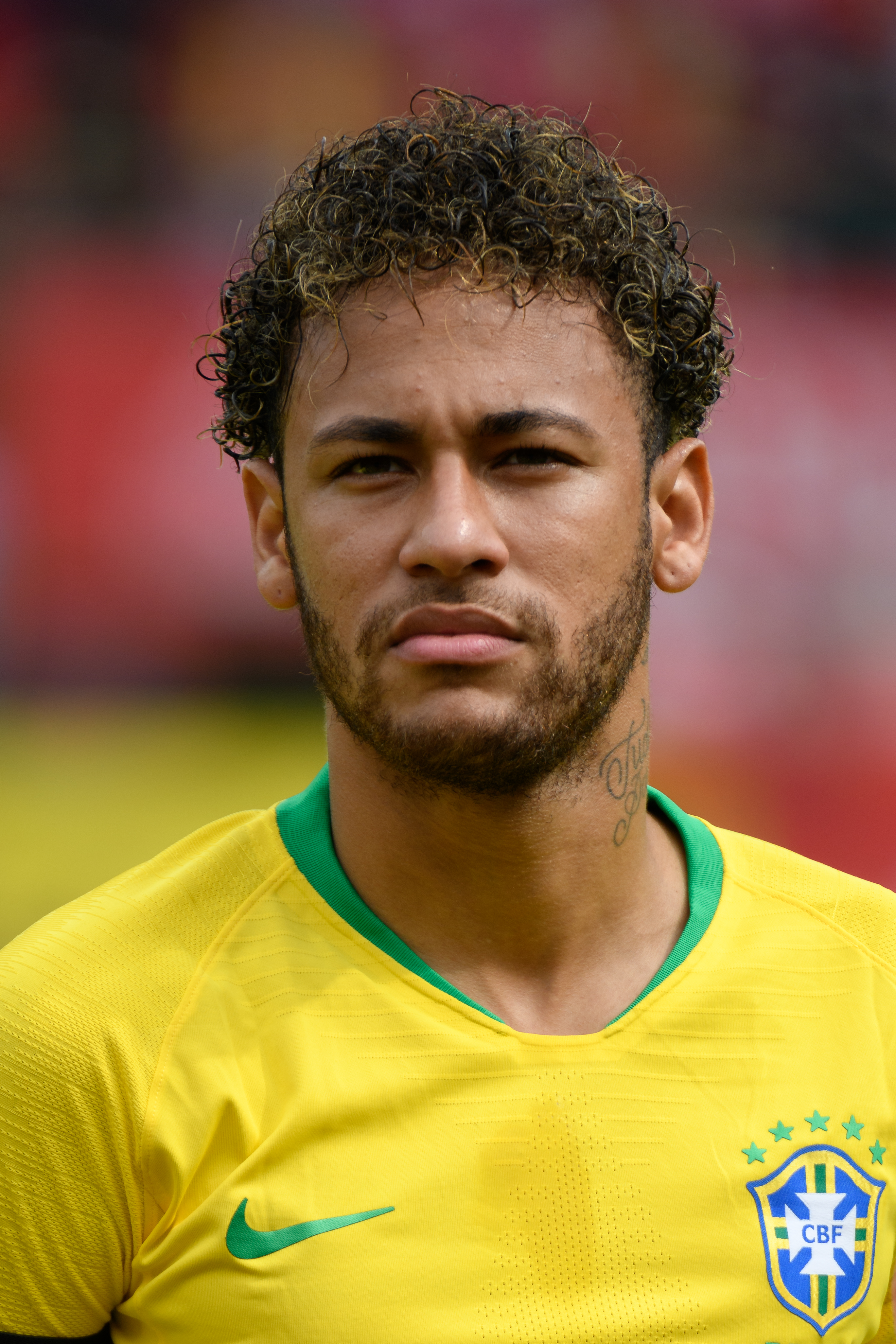
Neymar, tiền đạo đắt giá nhất đồng thời cũng là cầu thủ đắt nhất thế giới
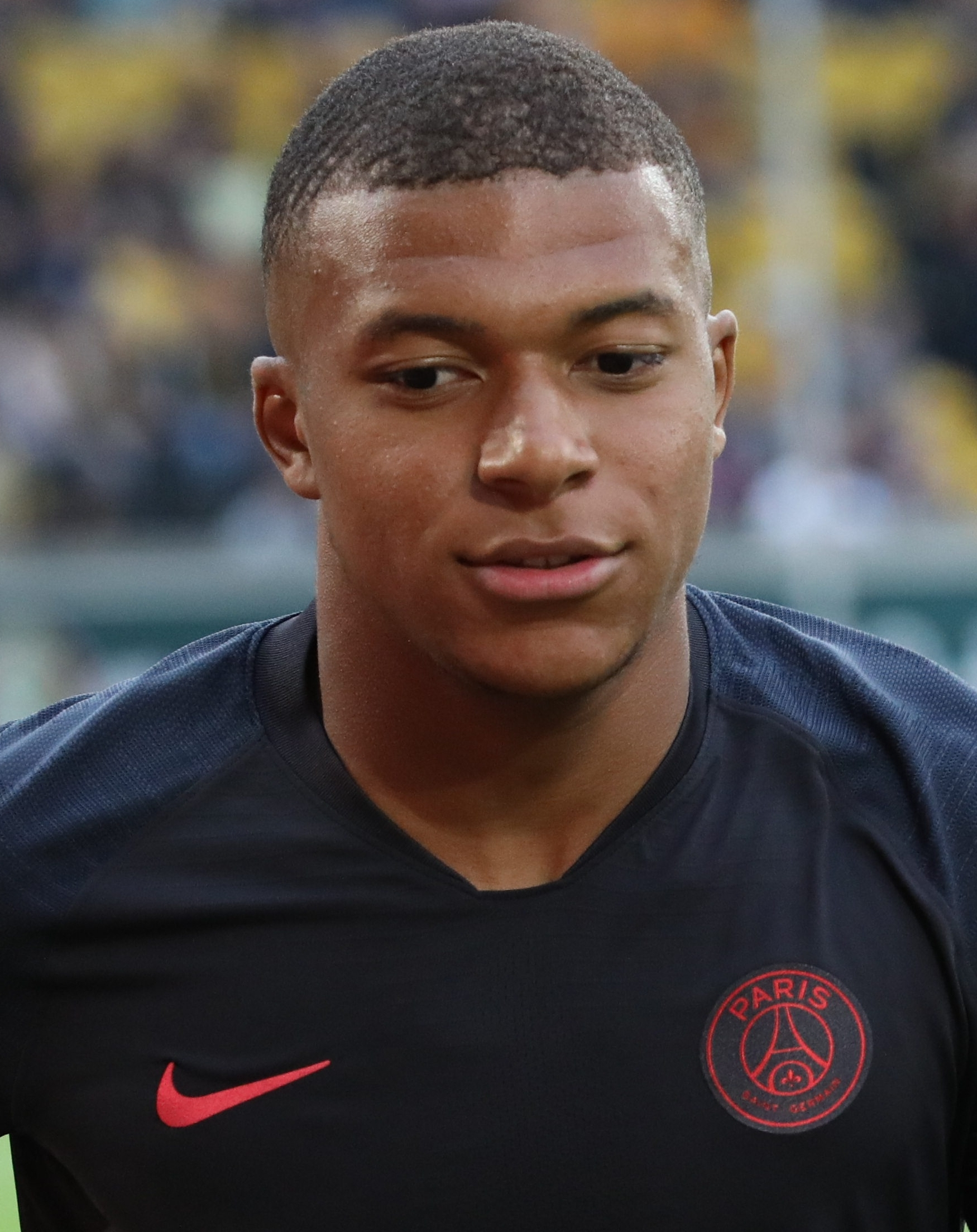
Kylian Mbappé, cầu thủ tuổi thiếu niên đắt giá nhất và cầu thủ đắt giá nhất chuyển nhượng trong nước